# Тру-де-Фер
Тру-де-Фер (фр. Trou de Fer — буквально «Железная дыра») — каньон на острове Реюньон в Индийском океане недалеко от побережья Мадагаскара. Главной рекой, протекающей через ущелье высотой до 300 метров, является река Бра-де-Каверн, которая затем впадает в Ривьер-дю-Ма. Каньон разделен на две части: большой разлом, в который впадают шесть различных водопадов, а также примыкающий к нему узкий щелевой каньон, составляющий большую часть длины основного каньона.